# رودریگو موریرا (بازیکن فوتبال، زاده ۱۹۹۶)
رودریگو موریرا (انگلیسی: Rodrigo Moreira؛ زادهٔ ۱۵ ژوئیهٔ ۱۹۹۶) بازیکن فوتبال اهل آرژانتین است.
از باشگاه‌هایی که در آن بازی کرده‌است می‌توان به باشگاه اتلتیکو ایندپندینته اشاره کرد.
وی همچنین در تیم‌های ملی فوتبال Argentina national under-17 football team و زیر ۲۰ سال آرژانتین بازی کرده‌است.